# Mansión King
La Mansión King, también conocida como la Casa Rufus King, está ubicada en Jamaica, Queens (Nueva York), en la intersección de la calle 150 y la avenida Jamaica. Es un edificio del siglo XVIII que fue el hogar de Rufus King, quien fue uno de los delegados al Congreso Continental por el estado de Massachusetts, senador de Nueva York y embajador en el Reino Unido.
En 1974 fue declarada Lugar Histórico Nacional de los Estados Unidos.